# Surguja (Staat)
Surguja (Residenz Bisrampur) war ein Fürstenstaat Britisch-Indiens auf dem Chota-Nagpur-Plateau und hatte 1901 eine Fläche von 15.553 km² und 351.000 Einwohner. Es liegt im heutigen Bundesstaat Chhattisgarh. 
Die Rajas führten ihre Abstammung auf den Rajputen-Clan der Raksel aus Palamau zurück. 1758 geriet Surguja unter die Oberhoheit der Marathen und war 1818–1947 britisches Protektorat. Es unterstand bis 1905 der Provinz Bengalen, dann Central Provinces. Raja Ramanuj Saran Singh (1917–56) wurde 1918 zum Maharaja erhoben.
Der Maharaja schloss sich im August 1947 der Eastern States Union an. Am 1. Januar 1948 wurde diese Union aufgelöst und Surguja wurde in Madhya Pradesh und damit Indien eingegliedert. Am 1. November 1956 wurden alle Fürstenstaaten aufgelöst. Seit dem 1. November 2000 gehört das Gebiet zum neu gebildeten Bundesstaat Chhattisgarh.